# Thysanolaeneae
Thysanolaeneae é uma tribo da subfamília Centothecoideae.

## Gêneros
- Thysanolaena